# Provincia Guelma
Provincia Guelma (în arabă قالمة) este o unitate administrativă de gradul I (wilaya) a Algeriei. Reședința sa este orașul Guelma.